# Walter Murch
Walter Murch (Nova Iorque, 12 de julho de 1943) é um compositor estadunidense. Venceu o Oscar de melhor edição por The English Patient e o Oscar de melhor mixagem de som pelos filmes Apocalypse Now e The English Patient.